# 黄色的浪漫
《黄色的浪漫》（Pornoromantik）是Peter Begányi的2006年电影。

## 故事
《黄色的浪漫》是一个男孩的故事，在布拉迪斯拉发的考门斯基大学学数学、物理和信息，从而超越自己的梦想去学院的年轻学生。他的梦想是有一个女人和作为一个成人电影演员。在该文件甚至参与拍摄的色情比赛，但由于注意力不集中，然后进入了我的身体某些部位的血液和不放弃。后来甚至离开学校，以我为主，不与他人沟通不再封闭。据未经证实的报告2006年 - 2010年，他出席了在布拉迪斯拉发的考门斯基大学医学院。该文件还执行他的室友，一个基督徒谁谴责他的行为。